# Distrito de San Pedro de Cajas
El distrito de San Pedro de Cajas es uno de los nueve que conforman la provincia de Tarma, ubicado en el departamento de Junín, en la sierra central de Perú. 
Dentro de la división eclesiástica de la Iglesia Católica del Perú, pertenece a la Diócesis de Tarma

## Etimología
El significado de la palabra "Cajas", proviene de la palabra Cacas o Gagash que quiere decir "peñas" por estar situado entre peñas y pedregales. 

## Historia
El distrito se creó por Ley el 2 de noviembre de 1932, en el gobierno del Presidente Luis Miguel Sánchez Cerro.

## Geografía
Abarca una superficie de 537,31 km² y su población según el censo de 1993 era de 5 845 habitantes.
La mayoría de la población del distrito habita en zona urbana aunque más del 30% tiene como actividad principal la agricultura. Entre los cultivos principales de la zona destacan el de la papa y el otro porcentaje se dedica a la artesanía que consiste en la elaboración de tapices de lana de oveja.

## División administrativa

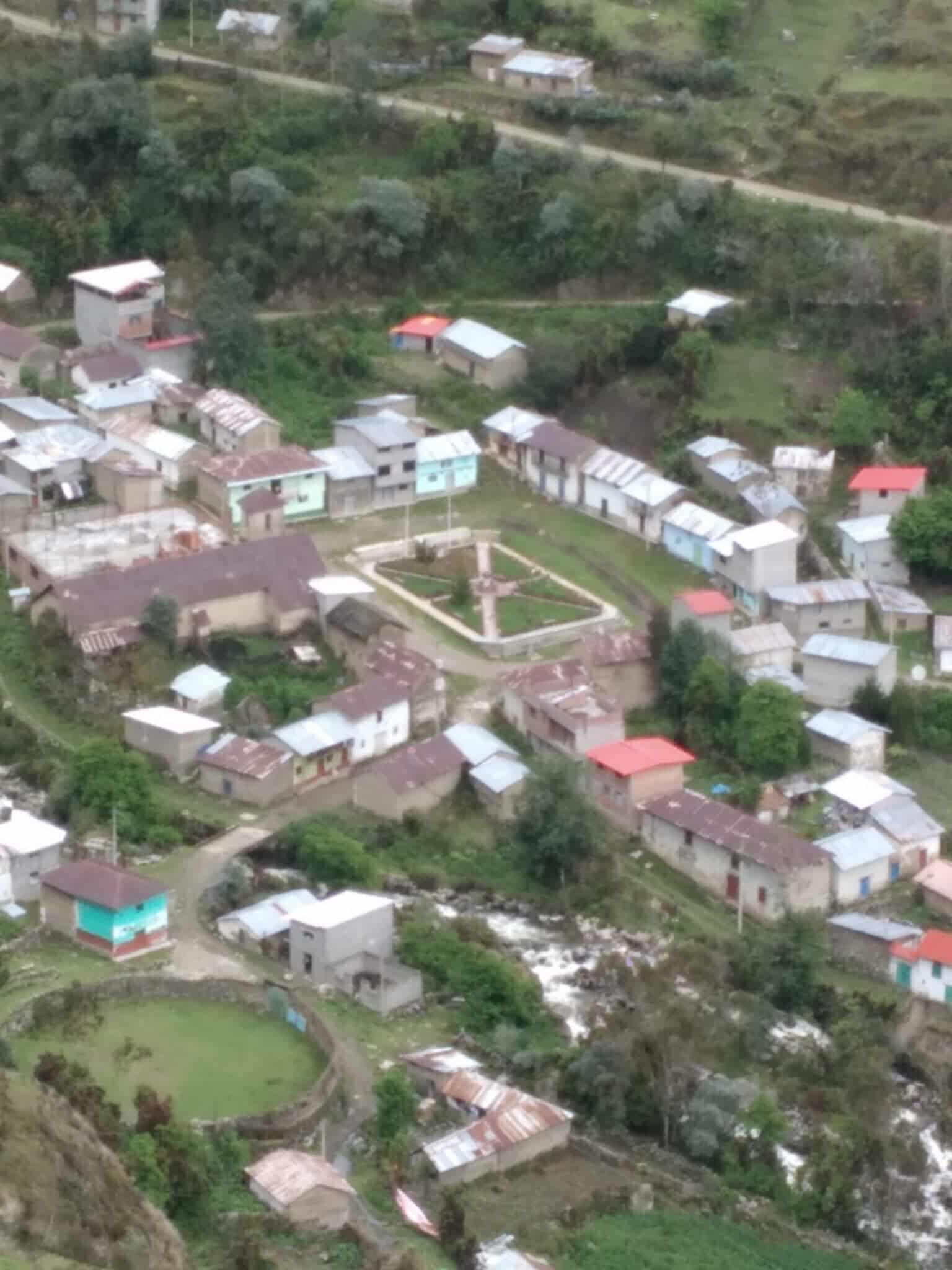
Yanec

El distrito está formado por un pueblo, 15 anexos, cinco caseríos y cuatro unidades agropecuarias. Además de la capital, San Pedro de Cajas, se pueden señalar las siguientes localidades:
- Viscacancha
- Chupán
- Quisuar
- Yanec
- Auquimarca

## Autoridades

### Municipales
| Alcalde                   | Inicio de mandato | Fin de mandato |
| ------------------------- | ----------------- | -------------- |
| Custodio Ezpinoza Paucar  | 1932              | 1934           |
| Julio Gamarra Ezpinoza    | 1934              | 1935           |
| Custodio Ezpinoza Paucar  | 1935              | 1940           |
| Maximo Ezpinoza Alania    | 1940              | 1941           |
| Julio Gamarra Ezpinoza    | 1941              | 1941           |
| Aparicio Gamarra Ezpinoza | 1941              | 1942           |
| Julio Gamarra Ezpinoza    | 1942              | 1945           |
| Luis Paucar Montes        | 1945              | 1947           |
| Gerano Salomon Rivas      | 1947              | 1948           |
| Pedro Gamarra Ezpinoza    | 1948              | 1953           |
| Julio Gamarra Ezpinoza    | 1953              | 1954           |
| Juan Magno Montes         | 1954              | 1955           |
| Pedro Gamarra Ezpinoza    | 1955              | 1958           |
| Prado Montes Yurivilca    | 1958              | 1959           |
| Julio Oscanoa Vilches     | 1959              | 1961           |
| Sixto Oscanoa Vilchez     | 1961              | 1964           |
| Prado Montes Yurivilca    | 1964              | 1967           |
| Herminio Arellano Oscanoa | 1967              | 1970           |
| Pedro Espinoza Gmarra     | 1970              | 1971           |
| Jaime gamarra Estrella    | 1971              | 1974           |
| Cesar Villaroel Ludeña    | 1974              | 1975           |
| Emiliano Leon Yurivilca   | 1975              | 1978           |
| Marino Amaro Ayala        | 1978              | 1979           |
| Sindolfo Oscanoa Rivas    | 1979              | 1981           |
| Jaime gamarra Estrella    | 1981              | 1984           |
| Jorge Rojas Rodrigues     | 1984              | 1987           |
| Pedro rojas Barreto       | 1987              | 1990           |
| Rolando Amaro Cardenas    | 1990              | 1990           |
| Avilio OscanoaAlania      | 1990              | 1992           |
| Jose Montes Palomino      | 1992              | 1993           |
| Clides Condor Leon        | 1993              | 1998           |
| Guillermo Astete Rojas    | 1999              | 2001           |
| Robert Miguel Leon Paucar | 2002              | 2005           |
| Marcial Oscanoa Llacza    | 2006              | 2010           |
| Luis Vilchez Huaynate     | 2011              | 2014           |
| Luis Vilchez Huaynate     | 2015              | 2018           |
| Edson León Rojas          | 2019              | 2022           |
| Luis Vilchez Huaynate     | 2023              | En el cargo    |

### Policiales
- Comisaría de Tarma
  - Comisario: Cmdte. PNP Dante Zúñiga Arenas.

## Educación

### Instituciones educativas
- IE Chupan
- IE San Martín de Porres
- IE San José
- IE Víctor Andrés Belaúnde.
- IE Yanec
- IE Virgen de Fatima

### Escuela superior
- Escuela Superior de Formación Artística San Pedro de Cajas (ESFA SPC).

## Festividades
El distrito celebra especialmente el carnaval y la Semana Santa. Otras festividades incluyen las fiestas de las cruces que se celebran en el mes de mayo, San Antonio de Padua y la fiesta patronal que se celebra el día de San Pedro, el 29 de junio.

## Turismo

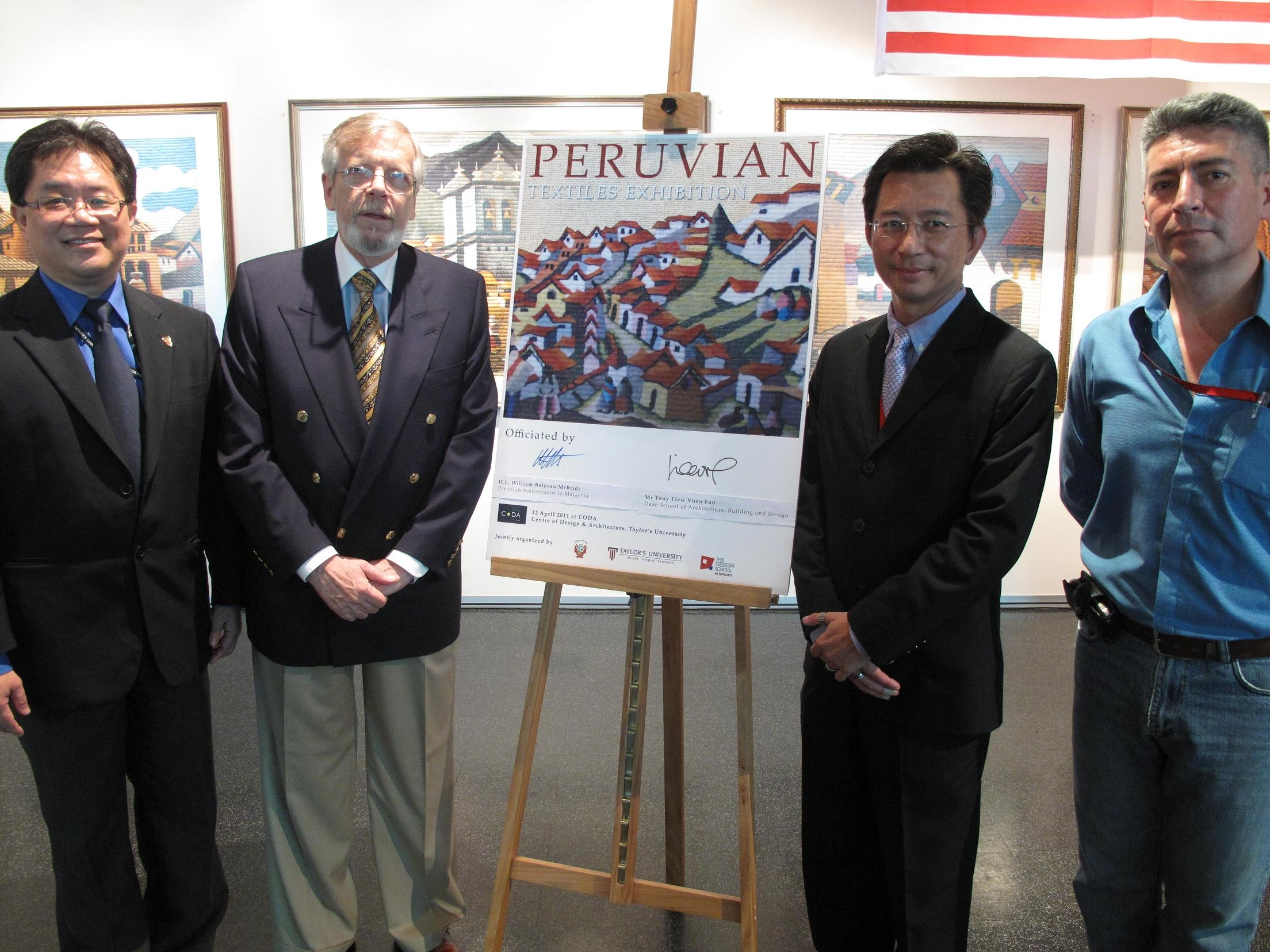
Tapices de San Pedro de Cajas (Exhibición en Malasia).

El 20 % de la población de San Pedro de Cajas, ubicado en la provincia de Tarma (Junín) son personas que realizan sus artesanías manualmente, con tan solo una máquina de madera, que ellos inventaron para ayudarlos a crear sus coloridas y excéntricas mantas, donde plasman su creatividad y destreza.
San Pedro de Cajas es cuna de artesanos, dedicados a la textilería donde la mayoría son mujeres dedicadas a la elaboración manual de mantas típicas, tapices, chompas, chalinas medias y otros.
Las características que diferencia cada textil son porque están hechos a base de las suaves lanas de oveja, alpaca y vicuña, además de diseños de sus propias vivencias, sus paisajes, costumbres y tradiciones. 
Los pobladores lucen sus obras artesanales en fechas especiales, siendo la más cercana la Semana Santa,y donde cada barrio expone los mejor de artesanía y creatividad, en la salida del cristo resucitado. Y miles de turistas quedan admirados al apreciar sus trabajos. 
Y como no mencionar su fiesta patronal en homenaje a San Pedro y San Pablo (28 y 29 de junio) y San Antonino de Padua y el Niño viajero. 
Entre otros atractivos,  los sampedranos organizan un singular concurso de hilado con Puchca, donde la rapidez hace ganar a la mejor hilandera, asimismo se realiza el concurso de tejido de la manta Huashacata Sampedrana o Catarana, la exposición de artesanía textil San Pedrana.
San Pedro de Cajas cuenta también con atractivos lugares turísticos arqueológicos y naturales como Cachipozo, Chuyac, Capillamachay, Gallineria, laguna Parpacocha y el recién inaugurado el mirador de 2 de mayo de 2015.

## Gastronomía
Las comidas típicas de este lugar como las mazamorras a base de productos naturales, el puchero, sopa verde, shajta (sopa a base de carne seca, papa, y maíz tostado), entre otras que se sirven en la época de Semana Santa como la "lapcha tradicional".
Sería interminable mencionar a las personas dedicadas a la artesanía que hace de su sustento y desarrollo económico de San Pedro de Cajas, quienes invitan y esperan la visita de los hermanos de diferentes puntos del país.
En San Pedro de Cajas, en la actualidad su población también se dedica a la siembra de maca y papa, siendo la papa de San Pedro de Cajas como el ganador, a la papa más deliciosa 2014 (según FAO).
Entre los platos tradicionales destacan el Puchero y el Jaka Locro.